# Proroblemma cupreispila
Proroblemma cupreispila är en fjärilsart som beskrevs av Dyar 1914. Proroblemma cupreispila ingår i släktet Proroblemma och familjen nattflyn. Inga underarter finns listade i Catalogue of Life.